# Peloribates porosus
Peloribates porosus är en kvalsterart som beskrevs av Beck 1964. Peloribates porosus ingår i släktet Peloribates och familjen Haplozetidae. Inga underarter finns listade i Catalogue of Life.